# امبابو
امبابو یک منطقهٔ مسکونی در جیبوتی است که در منطقه تاجوره واقع شده‌است.